# Discografia di Diodato
La discografia di Diodato, cantautore italiano, è costituita da sei album in studio, ventisette singoli e venticinque video musicali (inclusi quelli come artista ospite), pubblicati dal 2013.

## Album in studio
| Anno                                                         | Titolo | Classifiche | Certificazioni | Unità          |
| Anno                                                         | Titolo | ITA         | Certificazioni | Unità          |
| ------------------------------------------------------------ | --- | ----------- | -------------- | -------------- |
| 2013                                                         | E forse sono pazzo - Pubblicato: 26 aprile 2013 - Etichetta: La Narcisse - Formati: CD, download digitale                           | —           |                |                |
| 2014                                                         | A ritrovar bellezza - Pubblicato: 29 ottobre 2014 - Etichetta: La Narcisse - Formati: CD                                            | —           |                |                |
| 2017                                                         | Cosa siamo diventati - Pubblicato: 27 gennaio 2017 - Etichetta: Carosello Records - Formati: CD, download digitale, streaming       | 48          |                |                |
| 2020                                                         | Che vita meravigliosa - Pubblicato: 14 febbraio 2020 - Etichetta: Carosello Records - Formati: CD, LP, download digitale, streaming | 4           | - ITA: Platino | - ITA: 50 000+ |
| 2023                                                         | Così speciale - Pubblicato: 24 marzo 2023 - Etichetta: Carosello Records - Formati: CD, LP, download digitale, streaming            | 15          |                |                |
| 2024                                                         | Ho acceso un fuoco - Pubblicato: 19 aprile 2024 - Etichetta: Carosello Records - Formati: CD, LP, download digitale, streaming      | —           |                |                |
| "—" indica una pubblicazione non classificata in quel paese. | |             |                |                |

## Singoli

### Come artista principale
| Anno                                                         | Titolo                        | Classifiche | Classifiche | Classifiche | Classifiche | Certificazioni        | Unità              | Album di provenienza |
| Anno                                                         | Titolo                        | ITA         | HRV         | LTU         | SWI         | Certificazioni        | Unità              | Album di provenienza |
| ------------------------------------------------------------ | ----------------------------- | ----------- | ----------- | ----------- | ----------- | --------------------- | ------------------ | -------------------- |
| 2013                                                         | Amore che vieni amore che vai | —           | —           | —           | —           |                       |                    | E forse sono pazzo   |
| 2014                                                         | Ubriaco                       | —           | —           | —           | —           |                       |                    | E forse sono pazzo   |
| 2014                                                         | Babilonia                     | 69          | —           | —           | —           |                       |                    | E forse sono pazzo   |
| 2014                                                         | Se solo avessi un altro       | —           | —           | —           | —           |                       |                    | E forse sono pazzo   |
| 2014                                                         | I miei demoni                 | —           | —           | —           | —           |                       |                    | E forse sono pazzo   |
| 2014                                                         | Eternità                      | —           | —           | —           | —           | A ritrovar bellezza   |                    |                      |
| 2016                                                         | Mi si scioglie la bocca       | —           | —           | —           | —           | Cosa siamo diventati  |                    |                      |
| 2017                                                         | Di questa felicità            | —           | —           | —           | —           | Cosa siamo diventati  |                    |                      |
| 2017                                                         | Cretino che sei               | —           | —           | —           | —           | /                     |                    |                      |
| 2018                                                         | Adesso (con Roy Paci)         | 28          | —           | —           | —           | /                     |                    |                      |
| 2018                                                         | Essere semplice               | —           | —           | —           | —           | /                     |                    |                      |
| 2019                                                         | Il commerciante               | —           | —           | —           | —           | Che vita meravigliosa |                    |                      |
| 2019                                                         | Non ti amo più                | —           | —           | —           | —           | Che vita meravigliosa |                    |                      |
| 2019                                                         | Che vita meravigliosa         | 51          | —           | —           | —           | Che vita meravigliosa | - ITA: Oro         | - ITA: 35 000+       |
| 2020                                                         | Fai rumore                    | 1           | 66          | 79          | 36          | Che vita meravigliosa | - ITA: Platino (3) | - ITA: 210 000+      |
| 2020                                                         | Un'altra estate               | —           | —           | —           | —           | Che vita meravigliosa |                    |                      |
| 2020                                                         | Fino a farci scomparire       | —           | —           | —           | —           | Che vita meravigliosa | - ITA: Oro         | - ITA: 35 000+       |
| 2021                                                         | L'uomo dietro il campione     | —           | —           | —           | —           |                       |                    | /                    |
| 2022                                                         | Se mi vuoi                    | —           | —           | —           | —           | Così speciale         |                    |                      |
| 2023                                                         | Così speciale                 | —           | —           | —           | —           | Così speciale         |                    |                      |
| 2023                                                         | Occhiali da sole              | —           | —           | —           | —           | Così speciale         |                    |                      |
| 2023                                                         | Ci vorrebbe un miracolo       | —           | —           | —           | —           | Così speciale         |                    |                      |
| 2024                                                         | Ti muovi                      | 20          | —           | —           | —           | - ITA: Oro            | - ITA: 50 000+     | Ho acceso un fuoco   |
| 2024                                                         | Molto amore                   | —           | —           | —           | —           |                       |                    | /                    |
| 2024                                                         | Un atto di rivoluzione        | —           | —           | —           | —           |                       |                    | /                    |
| 2025                                                         | Non ci credo più              | —           | —           | —           | —           |                       |                    | /                    |
| "—" indica una pubblicazione non classificata in quel paese. |                               |             |             |             |             |                       |                    |                      |

### Come artista ospite
| Anno | Titolo                                         | Album di provenienza |
| ---- | ---------------------------------------------- | -------------------- |
| 2016 | Pochi giorni (Daniele Silvestri feat. Diodato) | Acrobati             |

## Video musicali
| Anno | Titolo                        | Regista/i                                   |
| ---- | ----------------------------- | ------------------------------------------- |
| 2013 | Amore che vieni amore che vai | Gianni Costantino                           |
| 2014 | Ubriaco                       | Fabio Tarantino                             |
| 2014 | Babilonia                     | Fabio Tarantino                             |
| 2014 | Se solo avessi un altro       | Fabio Tarantino                             |
| 2014 | I miei demoni                 | Fabio Tarantino                             |
| 2014 | Eternità                      | Paoloreste Gelfo                            |
| 2016 | Mi si scioglie la bocca       | Imperat                                     |
| 2017 | Di questa felicità            | Roberto Tafuro                              |
| 2017 | Cretino che sei               | Antonio Diodato                             |
| 2018 | Adesso                        | Riccardo Petrillo e Giulio Scarano          |
| 2018 | Essere semplice               | Riccardo Petrillo e Giulio Scarano          |
| 2019 | Non ti amo più                | Priscilla Santinelli                        |
| 2019 | Che vita meravigliosa         | Daniele Pini                                |
| 2020 | Fai rumore                    | Giorgio Testi                               |
| 2020 | Un'altra estate               | Priscilla Santinelli                        |
| 2020 | Fino a farci scomparire       | Laszlo Molnar                               |
| 2021 | L'uomo dietro il campione     | Antonio Usbergo e Niccolò Celaia (YouNuts!) |
| 2022 | Se mi vuoi                    | Antonio e Marco Manetti (Manetti Bros.)     |
| 2023 | Così speciale                 | Attilio Cusani                              |
| 2023 | Occhiali da sole              | Antonio Diodato e Pier Francesco Cari       |
| 2023 | Ci vorrebbe un miracolo       | Antonio Diodato e Pier Francesco Cari       |
| 2024 | Ti muovi                      | Giorgio Testi e Filippo Ferraresi           |
| 2024 | Molto amore                   | —                                           |
| 2024 | Un atto di rivoluzione        | —                                           |
| 2025 | Non ci credo più              | Asia J. Lanni e Nicola Bussei (Mòndeis)     |